# Gaumenlaut
In der Phonetik wird Gaumenlaut heutzutage als Oberbegriff von Palatal und Guttural verstanden.
In älterer Literatur sowie außerhalb der Fachsprache bezeichnet Gaumenlaut zuweilen in einem engeren Sinn entweder nur  die Gutturale oder nur die Palatale (Vordergaumenlaute)
(lateinisch palatum = (harter) Gaumen).